# Edition Ethik
Die Edition Ethik ist eine im Verlag Edition Ruprecht, Göttingen, erscheinende wissenschaftliche Reihe. Sie wurde gegründet und wird herausgegeben von Reiner Anselm und Ulrich H. J. Körtner. 
Die Theologische Literaturzeitung charakterisierte Edition Ethik wie folgt: „Es ist ein Markenzeichen der seit dem Jahre 2008 von Reiner Anselm (Göttingen) und Ulrich H. J. Körtner (Wien) herausgegebenen Reihe »Edition Ethik«, dass sie Grundfragen theologischer Ethik vor dem Hintergrund ihrer kirchlichen und gesellschaftlichen Kontexte zu entfalten sucht. Dabei entstehen nicht selten materialreiche Bände, die die Vielfalt des gelebten Ethos im Protestantismus anschaulich machen. Die Herausgeber legen bei der Auswahl ihrer als stets hochaktuellen Themen großes Gewicht sowohl auf eine fundierte Aufbereitung des Quellenmaterials als auch auf eine methodisch versierte, interdisziplinäre Ausrichtung theologischer Fragestellungen.“